# Южен остров (Нова земя)
Южният остров е остров, една от двете големи части от архипелага Нова земя, Русия.
Площта му е 33 275 кв. км, което го прави един от най-големите острови в света. Почти цялото население на острова се евакуира през 1950-те години, за да се проведат ядрени опити. Има големи популации на птици. Природната зона, която преобладава е тундрата. Административно е част от Архангелска област.